# Anti-Nowhere League
Anti-Nowhere League é uma banda de punk hardcore inglesa formada em 1980 com seguinte formação: Animal (Nick Culmer) como vocalista, Magoo (Chris Exall) na guitarra, Tony "Bones" Shaw na bateria e Clive "Winston" Blake no baixo.

## Discografia

### Álbuns de estúdio
| Título              | Lançamento |
| ------------------- | ---------- |
| We Are...The League | 1982       |
| The Perfect Crime   | 1987       |
| Scum                | 1997       |
| Kings and Queens    | 2005       |
| The Road To Rampton | 2007       |

### Singles e EP's
| Título                   | Lançamento |
| ------------------------ | ---------- |
| "Streets of London"      | 1981       |
| "Anti-Nowhere League EP" | 1981       |
| "I Hate... People"       | 1982       |
| "Woman"                  | 1982       |
| "World War III"          | 1982       |
| "For You"                | 1982       |
| "Out On The Wasteland"   | 1984       |
| "Crime"                  | 1987       |
| "Fuck Around The Clock"  | 1989       |
| "Pig Iron EP"            | 1996       |

### Álbuns ao vivo
| Título               | Lançamento | Observações                                                               |
| -------------------- | ---------- | ------------------------------------------------------------------------- |
| Live In Yugoslavia   | 1983       |                                                                           |
| Live and Loud        | 1989       | Gravado no show de reunião                                                |
| The Horse is Dead    | 1996       | Depois relançado como parte de Anthology e como Live: So What?            |
| Return To Yugoslavia | 1998       |                                                                           |
| Live: So What?       | 1999       | Relançamento de The Horse is Dead                                         |
| Live Animals         | 2002       | Coletânea com a maioria das músicas de Live In Yugoslavia e Live and Loud |

### Coletâneas e DVD's
| Título                                | Lançamento | Observações                                                                                |
| ------------------------------------- | ---------- | ------------------------------------------------------------------------------------------ |
| Long Live The League                  | 1985       | Coletãnea das faixas de Live in Yugoslavia, We Are... The League mais faixas bônus         |
| Best of The Anti-Nowhere League       | 1992       | Contém o EP 12" "Out On The Wasteland" e quatro faixas não inéditas de Live In Yugoslavia. |
| Complete Singles Collection           | 1995       | Relançamento de todos os EP's de 7" e 12" até 1995                                         |
| Anti Nowhere League - Anthology       | 1999       | 2 CDs. O segundo CD contém o álbum completo Live and Loud                                  |
| So What                               | 2000       | Contém versões não lançadas de "Woman" e versão de estúdio de "Noddy"                      |
| Out of Control                        | 2000       | Contém demos gravadas antes de We Are...The League                                         |
| Punk Singles and Rarities 1981 - 1984 | 2001       | Contém faixas da Apocalypse Punk Tour 81 mais faixas demo e singles                        |
| Pig Iron - The Album                  | 2006       |                                                                                            |
| So What?: Early Demos and Live Abuse  | 2006       | Contém os álbuns The Horse is Dead e Out of Control                                        |
| Hell for Leather                      | 2008       | DVD                                                                                        |

### Tributos
| Título                                                                    | Lançamento |
| ------------------------------------------------------------------------- | ---------- |
| So What! - A Tribute to The Anti-Nowhere League                           | 1999       |
| Ya Can't Polish a Turd - An Australian Tribute to The Anti-Nowhere League |            |